# Royal Tweed Bridge
Die Royal Tweed Bridge ist eine Straßenbrücke über den River Tweed in Berwick-upon-Tweed, Northumberland, England, die gebaut wurde, um die historische Berwick Bridge zu entlasten.
Sie war ein Teil der A1 road von London nach Edinburgh, bis der Durchgangsverkehr in den 1980er Jahren über eine weiträumige Ortsumgehung weiter westlich und die A1 River Tweed Bridge geführt wurde. Seitdem hat sie vor allem örtliche Bedeutung; die über sie führende Straße ist zur A1167 herabgestuft worden.

## Beschreibung
Die Brücke verbindet die Hochufer des Tweed und liegt daher auf einem höheren Niveau als die benachbarte Berwick Bridge. Sie ist 412,4 m lang und hat zwei Fahrspuren sowie zwei ca. 4,5 m breite Gehwege.
Sie überquert den Fluss und eine Uferstraße mit vier flachen Bögen mit Stützweiten (von Süden nach Norden) von 50,1 + 74,4 + 95,5 + 108,5 m. Am südlichen Uferhang schließen sich drei und am nördlichen Uferhang zwei Felder mit Balkenbrücken an.
Die Bögen bestehen jeweils aus vier parallelen Stahlbetonrippen, auf denen der Fahrbahnträger aufgeständert ist. Im Bogenscheitel berühren sich die Rippen und der Fahrbahnträger. Die Rippen des kürzesten Feldes sind aus massivem Beton, die anderen sind Hohlkästen. Der Fahrbahnträger besteht aus vier Längs- und einer Reihe von Querträgern, auf denen die Fahrbahnplatte liegt. In jedem Bogen ist ein diagonaler Windverband enthalten. Die Pfeiler und Widerlager sind aus unbewehrtem Beton.

## Geschichte
Die Royal Tweed Bridge wurde von L.G. Mouchel & Partners und den Tragwerksplanern Charles Bressey and J. H. Bean entworfen und von Holloway Brothers in der Zeit von 1925 bis 1928 ausgeführt. L.G. Mouchel hatte als Lizenznehmer von François Hennebique den Stahlbeton in Großbritannien eingeführt.
Zur Zeit der Eröffnung hatte die Royal Tweed Bridge den Betonbogen mit der größten Spannweite in Großbritannien und war gleichzeitig Großbritanniens längste Straßenbrücke.
Die Royal Tweed Bridge wurde 2009 als Grade II* listed structure unter Denkmalschutz gestellt.